# Paroisse de Feliciana Ouest

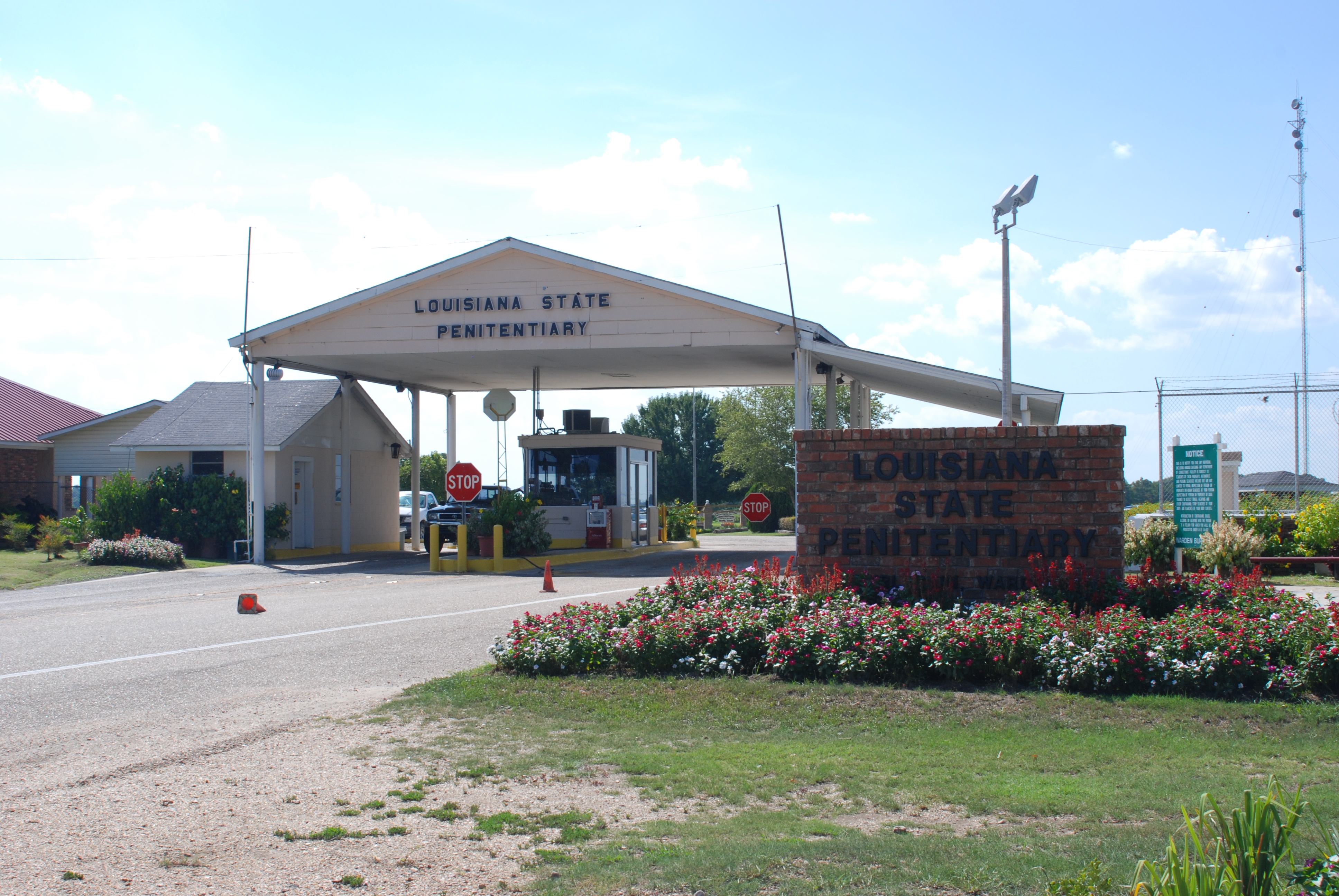
Louisiana State Penitentiary

La paroisse de Feliciana Ouest, ou Feliciana de l'Ouest (en anglais : West Feliciana Parish) est située dans l'État américain de la Louisiane. Son siège est à St. Francisville. Selon le recensement de 2000, sa population est de 15 111 habitants.
Elle a une superficie de 406 km² de terre émergée et 20 km² d’eau.
Elle est enclavée entre le comté de Wilkinson (Mississippi) au nord, la paroisse de Feliciana Est à l’est, la paroisse de Baton Rouge Ouest au sud, la paroisse de Pointe Coupée au sud-ouest, et les paroisses des Avoyelles et de Concordia au nord-ouest.  

## Démographie
| Groupe                           | Paroisse de Feliciana Ouest | Louisiane | États-Unis |
| -------------------------------- | --------------------------- | --------- | ---------- |
| Blancs                           | 52,0                        | 62,6      | 72,4       |
| Afro-Américains                  | 46,5                        | 32,0      | 12,6       |
| Métis                            | 0,6                         | 1,6       | 2,9        |
| Autres                           | 0,6                         | 1,6       | 6,4        |
| Asiatiques                       | 0,2                         | 1,6       | 4,8        |
| Amérindiens                      | 0,1                         | 0,7       | 0,9        |
| Total                            | 100                         | 100       | 100        |
|                                  |                             |           |            |
| Hispaniques et Latino-Américains | 1,6                         | 37,6      | 16,7       |

Selon l'American Community Survey, pour la période 2011-2015, 97,13 % de la population âgée de plus de 5 ans déclare parler l'anglais à la maison, 1,56 % déclare parler l'espagnol, 0,96 % le français et 0,34 % une autre langue.

## Municipalité
- St. Francisville